# Abies jaliscana
Abies jaliscana (Martínez) Mantilla, Shalisko & A.Vázquez, 2014, è una specie di abete appartenente alla famiglia delle Pinaceae, endemica di alcune località di montagna della parte occidentale dello stato di Jalisco, in Messico.

## Etimologia
Il nome generico Abies, utilizzato già dai latini, potrebbe, secondo un'interpretazione etimologica, derivare dalla parola greca ἄβιος = longevo. Il nome specifico jaliscana fa riferimento allo stato messicano di Jalisco, dove questa specie vegeta.

## Descrizione

### Portamento
Albero alto fino a 25-30 m, con tronco che può raggiungere 1 m di diametro.

### Foglie
Le foglie sono aghiformi, lunghe 3,5-8 cm, verdi-lucide superiormente, glauche inferiormente, disposte a pettine o talvolta sparse sui rami; hanno apice emarginato o ottuso, raramente acuto. Gli stomi sono disposti in due bande di 10-12 linee nella pagina inferiore, in 3-4 linee discontinue nella pagina superiore. Le gemme sono di colore rosso-marrone.

### Fiori
Sono strobili maschili lunghi 9-17 mm, di colore marrone chiaro.

### Frutti
I coni femminili sono semicilindrici o elipsoidali, lunghi 6-10 cm e larghi fino a 4,5 cm, con un corto stelo di un cm, di colore dal verde al purpureo-marrone scuro; i semi, cuneati, sono lunghi circa 1  cm, con parte alata di colore marrone chiaro, lunga 15 mm.

### Corteccia
La corteccia è di colore marrone-grigiastro, tendente con il tempo a spaccarsi in placche irregolari.

## Distribuzione e habitat
Frequenta i pendii montani e i burroni umidi rivolti a settentrione, prediligendo suoli rocciosi e non vegetando con altre specie.

## Tassonomia
La classificazione di questo taxon è recentissima (2014), e rientra in una fase di studi più approfonditi sulle conifere messicane. Gli autori hanno individuato due distinti fenotipi all'interno di A. flinckii, uno dei quali precedentemente considerato una varietà di A. religiosa, le cui differenze morfologiche giustificano un taxon separato.

## Conservazione
Si conoscono solo 5 località ristrette dove questa specie vegeta, quindi sono assolutamente necessari studi specifici per la sua conservazione, essendo esposta a sfruttamento illegale del suo legno.